# Bùi Thế Đạt
Bùi Thế Đạt (chữ Hán: 裴世達; 1704 – 1778) là tướng nhà Lê trung hưng trong lịch sử Việt Nam. Ông có công đánh dẹp các cuộc khởi nghĩa nông dân Đàng Ngoài giữa thế kỷ 18 và tham gia chiến dịch Phú Xuân 1774 – 1775 đánh chiếm Thuận Hóa – Quảng Nam, mở đất Đàng Ngoài; ông cũng là người vẽ bản đồ Hoàng Sa thế kỷ 18.

## Thân thế và sự nghiệp
Bùi Thế Đạt sinh tại làng Tiên Lý, huyện Đông Thành, phủ Diễn Châu, nay là xã Diễn Ngọc, huyện Diễn Châu, tỉnh Nghệ An trong gia đình dòng võ tướng.

### Sự nghiệp

#### Dẹp quận Hẻo
Ban đầu ông làm chức cai đội cầm quân. Từ thời Trịnh Doanh lên ngôi, ra tay đánh dẹp các cuộc khởi nghĩa nông dân Đàng Ngoài, Bùi Thế Đạt tham gia nhiều trận đánh, dũng cảm lập nhiều công trạng.
Trịnh Doanh phong ông làm lưu thủ Thái Nguyên, tước Đoan Nghiêm hầu. Sau đó ông làm Thống lĩnh Sơn Tây, tham gia đánh dẹp quận Hẻo Nguyễn Danh Phương ở Tam Đảo. Năm 1750, ông theo Trịnh Doanh đánh quận Hẻo, cùng phá được đồn Úc Kỳ và Hương Canh, tiến đánh núi Ngọc Bội. Bùi Thế Đạt theo đường núi Thành Lãnh tiến vào căn cứ quận Hẻo, phất cờ thúc quân cùng tiến. Quân quận Hẻo thua chạy.
Bùi Thế Đạt bèn cùng các tướng bàn nhau tiến theo đường Phổ Yên, Đại Từ đón chặn từ đằng sau, lùng bắt được hơn 10 viên tướng, số quân quận Hẻo còn lại bị giết hết không ai sống sót. Khi bàn quân công, Bùi Thế Đạt xếp thứ 2.

#### Dẹp Lê Duy Mật
Sau đó ông trấn thủ Sơn Tây, đánh dẹp được những lực lượng nổi dậy chống triều đình trong vùng và tại vùng núi Tuyên Quang. Do có công lao, ông được gọi về làm Chánh đề Kinh Bắc, sau đó làm Lưu thủ Thanh Hoa.
Năm 1765, Bùi Thế Đạt lại đổi làm Đốc suất Nghệ An. Năm 1767, Trịnh Sâm mới lên ngôi chúa định đánh Hoàng Công Chất ở Hưng Hóa thì Lê Duy Mật tại Trấn Ninh mang quân ra quấy rối trước để cứu ứng cho Công Chất. Trịnh Sâm bèn sai Bùi Thế Đạt tuyển quân và chiêu dụ thổ hào trong vùng để gia tăng thế lực và đánh dẹp, đồng thời phong ông làm Đoan quận công. Tháng 6 năm 1767, ông tiến đến Hương Sơn (Hà Tĩnh), nhiều lần đánh bại quân Lê Duy Mật và bắt sống được Côn quận công của địch.
Lê Duy Mật bại trận không thể tiếp ứng cho Hưng Hóa, cuối cùng lực lượng Hoàng Công Toản ở Hưng Hóa bị tiêu diệt.
Năm 1769, Trịnh Sâm quyết định đánh dẹp Trấn Ninh, bèn triệu ông về kinh. Tháng 7 năm đó ông thống lĩnh đạo binh mã Nghệ An cai quản 60 dinh cơ cùng đạo quân Thanh Hóa của Nguyễn Phan nhất tề tiến vào Trấn Ninh. Tháng 9, quân Trịnh đến phía nam sông Cửa Rào, nhiều lần đánh bại quân địch. Lê Duy Mật cố thủ không ra, quân Trịnh không đánh vào được.
Trịnh Sâm thấy chiến sự khó khăn, đường vận lương vất vả, định bàn rút quân về để sang năm sau lại đánh. Bùi Thế Đạt thấy vậy bèn khích lệ các tướng cố sức đánh. Ông hợp binh với Nguyễn Phan đánh gấp. Sang tháng 1 năm 1770, hai đạo quân đánh thẳng vào căn cứ Trình Quang. Quân nổi dậy nhiều người ra hàng. Lê Duy Mật biết thất bại bèn tự thiêu mà chết.
Bàn công trận Trấn Ninh, Bùi Thế Đạt được thăng 22 lần công một lúc lên chức Đại tư mã, gia phong hai chữ "công thần", nhưng vẫn trực tiếp làm Đốc trấn Nghệ An để theo dõi tình hình Đàng Trong.

#### Vẽ bản đồ bãi cát vàng (Hoàng Sa)

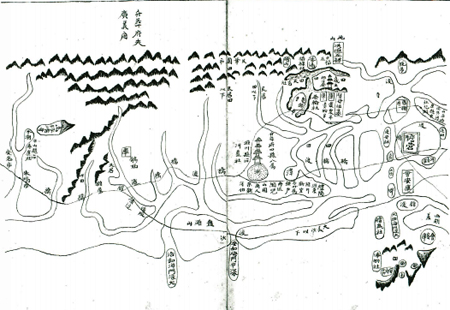
Bản đồ bãi cát vàng (Hoàng Sa) trong bộ Giáp Ngọ niên bình nam đồ

"Giáp Ngọ niên bình Nam đồ", phần thứ 3 trong tập Hồng Đức bản đồ - Bộ bản đồ cổ tập hợp những tư liệu khác nhau được viết ở những mốc thời gian khác nhau về địa lý Việt Nam từ thời Lê Sơ đến đời Gia Long, được xác định là do Đoan Quận công Bùi Thế Đạt vẽ và dâng lên chúa Trịnh Sâm năm 1774.
Nhan đề "Giáp Ngọ niên bình Nam đồ" nghĩa là "Bản đồ đánh dẹp miền Nam năm Giáp Ngọ". Sau nhan đề là dòng chữ: "Đốc suất Đoan Quận công họa tiến" nghĩa là: "Quan Đốc suất Đoan Quận công vẽ và dâng lên".
Bộ bản đồ gồm tất cả 15 tấm bản đồ vẽ xứ sở Đàng Trong đi từ Quảng Bình vào tới núi Đá Bia thuộc Phú Yên. Vì thuần túy chỉ phục vụ mục đích quân sự nên nó chưa mô tả đầy đủ cửa biển, bờ biển trên vùng biển thuộc lãnh hải Việt Nam, nhưng đã cho thông tin khái quát về diện mạo khu vực Đàng Trong vào những năm cuối thể kỷ 18. Đặc biệt, bản đồ có những chi tiết bằng hình ảnh xác định chính quyền (chúa Nguyễn) và người Việt (xứ Đàng Trong) đã khai thác và làm chủ "Bãi cát vàng" (Hoàng Sa), thể hiện ở chỗ trong bộ bản đồ này "Bãi Cát Vàng" được vẽ và chú thích ở ngoài khơi phủ Quảng Ngãi. Bãi cát vàng được vẽ tượng trưng bằng hình những quả núi hình bầu dục, nằm giữa Cù Lao Chàm và Cù Lao Ré ngoài khơi huyện Bình Sơn.
"Giáp Ngọ niên bình Nam đồ" là tác phẩm thứ hai xuất hiện danh từ "Bãi Cát Vàng", sau "Thiên Nam tứ chí lộ đồ thư" của Đỗ Bá Công Đạo Phủ.

#### Nam tiến
Năm 1774, nghe tin Đàng Trong có anh em Tây Sơn khởi binh chống chúa Nguyễn khiến chính quyền họ Nguyễn nghiêng ngả, Bùi Thế Đạt bèn báo gấp ra Thăng Long. Trịnh Sâm bèn sai Hoàng Ngũ Phúc làm Bình Nam thượng tướng quân giữ chức Thống tướng, Đoan Quận công Bùi Thế Đạt giữ chức Phó tướng, Xuân Quận công Nguyễn Nghiễm giữ chức Tả tướng, thống lĩnh tướng sĩ 33 doanh thủy, bộ các đạo Thanh, Nghệ, vùng đông nam, tổng số gồm ba vạn quân đi đánh Đàng Trong.
Quân Trịnh liên tiếp thắng trận. Cuối tháng 12 năm đó (tháng 1 năm 1775), Bùi Thế Đạt và Hoàng Ngũ Phúc tiến vào thành Phú Xuân.
Có ý kiến đánh giá "Giáp Ngọ niên bình Nam đồ" là đóng góp quan trọng chỉ rõ đường đi lối lại tại Đàng Trong đã giúp cho quân Trịnh giành toàn thắng trong cuộc nam tiến, lần đầu tiên chiếm trọn kinh đô Phú Xuân, điều mà sau gần 150 năm với 7 lần đại chiến Trịnh – Nguyễn phân tranh, chúa Trịnh chưa bao giờ làm được.
Tháng 2 năm 1775, Hoàng Ngũ Phúc tiến vào Quảng Nam đuổi theo Nguyễn Phúc Thuần, Bùi Thế Đạt ở lại trấn thủ Phú Xuân, xếp đặt mọi việc. Tháng 10 năm đó, sau khi thu hàng Tây Sơn, Hoàng Ngũ Phúc và nhiều tướng sĩ bị nhiễm bệnh dịch. Hoàng Ngũ Phúc, Nguyễn Nghiễm bệnh nặng phải trở về bắc, Bùi Thế Đạt được cử thay làm chỉ huy quân đội tại Thuận Hóa.

#### Trấn thủ Thuận Hóa – đúc tiền Cảnh Hưng Thuận Bảo
Đầu năm 1776, Hoàng Ngũ Phúc qua đời, ông được thăng làm Nam thùy đại tướng quân, kiêm trấn thủ Thuận Hóa, được tùy nghi quyết đoán mọi việc.
Theo lệnh của triều đình, Bùi Thế Đạt mở một xưởng đúc tiền lớn tại khu vực bờ sông Hương (phía bắc cầu Trường Tiền ngày nay). Ông cho thu vét các sản vật và vũ khí bằng đồng không dùng như súng, đỉnh, vạc... để đúc tiền "Cảnh Hưng Thuận Bảo". Việc đúc tiền diễn ra từ ngày 22/2 cho tới ngày 30/6 năm Bính Thân (1776).
Công trường đúc tiền chỉ mang tính chất dã chiến tạm thời nên đồng tiền "Cảnh Hưng Thuận Bảo" có chất lượng kém hơn so với các loại tiền niên hiệu Cảnh Hưng khác. Công trường đúc tiền chỉ tồn tại 4 tháng nhưng đây là một sự kiện đặc biệt tại mảnh đất Thuận Hóa đương thời và in đậm dấu ấn trong đời sống xã hội nơi này. Mảnh đất có trường đúc tiền mang tên "Trường Tiền" còn tồn tại cho đến ngày nay và tên gọi cầu Trường Tiền, biểu tượng của cố đô Huế, cũng xuất phát từ công trường đúc tiền này của Bùi Thế Đạt.
Vì khi đó Bùi Thế Đạt cũng đã 73 tuổi, sức yếu, mà Thuận Hóa xa xôi nên tháng 8 năm 1776, Trịnh Sâm cử Phạm Ngô Cầu vào thay ông trấn thủ Thuận Hóa. Ông được triệu về kinh làm chức Thự phủ sự.

### Cuối đời
Năm 1778, có quân cướp biển quấy nhiễu, ông lại được lệnh ra trấn thủ Sơn Nam. Khi dẹp yên cướp biển, ông lại được lệnh vào làm Đốc suất Nghệ An.
Tới Nghệ An không lâu thì ông qua đời, thọ 75 tuổi, được truy phong làm Đại tư đồ, phong làm phúc thần.
Ông cùng với Hoàng Ngũ Phúc và Nguyễn Phan là một trong ba người được ghi tên vào cờ Thái thường ở phủ chúa – một đặc ân rất hiếm có thời Lê Trịnh.

## Nhận định
Sự nghiệp võ tướng của Đoan Quận công được các sử gia Đại Việt thời Lê Trịnh ghi chép rất đầy đủ và chi tiết trong nhiều bộ chính sử như Đại Việt sử ký tục biên, Phủ biên tạp lục… Trong sự nghiệp cầm quân, ông hầu như chưa bại trận lần nào, trở thành một trong những trụ cột chính của nhà nước Đàng Ngoài. Đến khi ông qua đời, triều Lê Trịnh không còn tướng giỏi và bước vào con đường suy vong rồi sụp đổ.
Sử gia Phan Huy Chú nhận định về ông như sau:
Ông là con nhà làm tướng, có mưu lược, hành quân thường thận trọng, yêu sĩ tốt, nhiều lần lập đại công. Thời ấy ông là bậc tể phụ để nương tựa… ngôi cao trọng vọng, là bậc danh tướng châu Hoan.